# Főcsoport

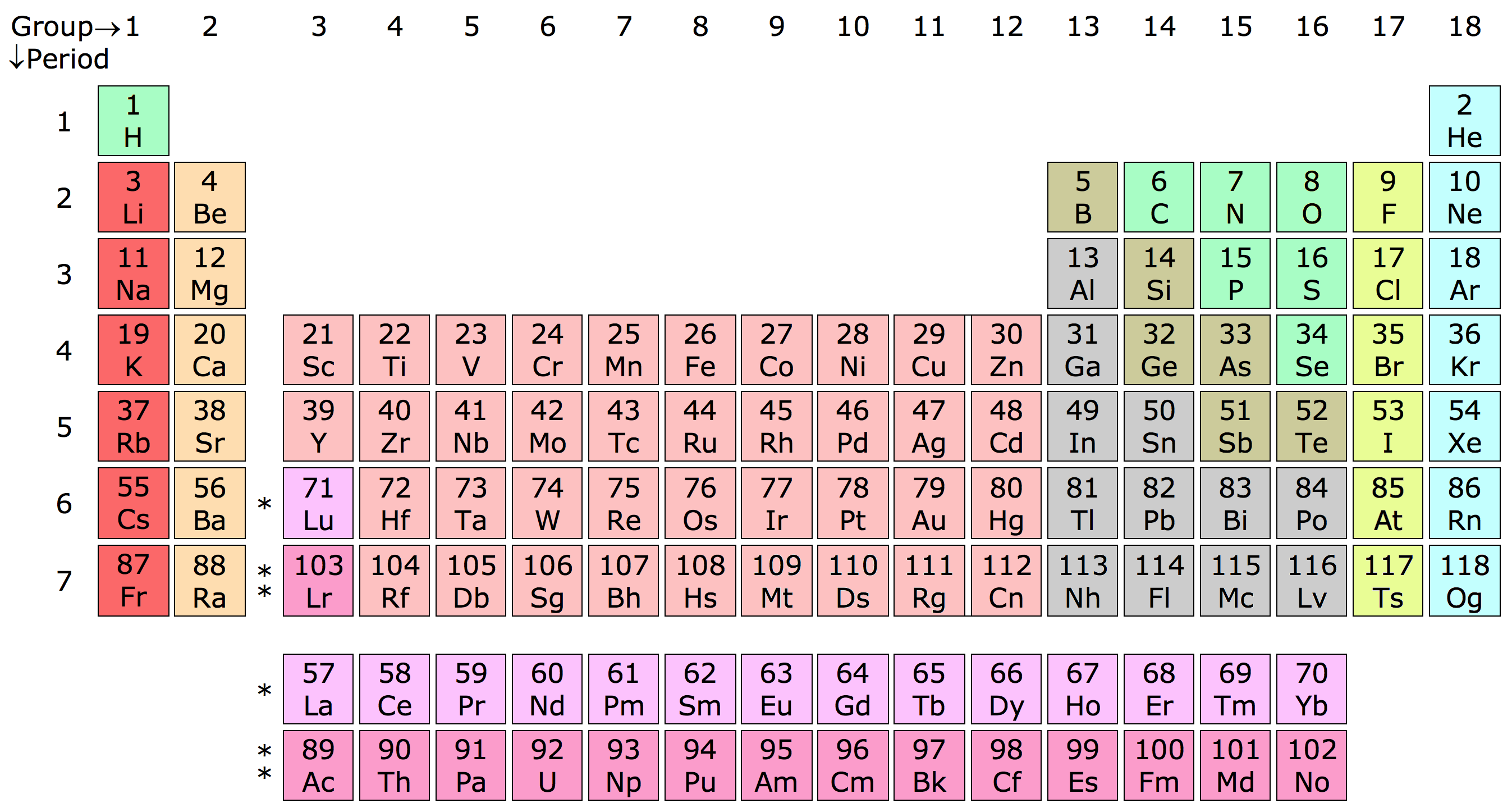
A periódusos rendszer minden oszlopa egy csoport

A főcsoport a kémiai elemek periódusos rendszerének első, második csoportja, és a tizenharmadik csoporttól a tizennyolcadikig.
A periódusos rendszerben a főcsoport száma mutatja meg a vegyértékelektronok számát.

## A főcsoportok
A főcsoportok a következők:
1. Az alkálifémek
2. Az alkáliföldfémek
3. A földfémek
4. A széncsoport
5. A nitrogéncsoport
6. Az oxigéncsoport
7. A halogének
8. A nemesgázok

## A főcsoportok tulajdonságai
Az azonos főcsoportba tartozó elemek vegyértékelektronjainak száma megegyezik. A vegyértékelektronok számát a főcsoport sorszáma adja meg. Ez alapján az ugyanabban a főcsoportban lévő elemeknek a kémiai tulajdonságai nagyban megegyeznek. Ez azzal magyarázható, hogy a vegyértékelektronok száma meghatározza, hogy az adott elem a kötésekben hány elektronnal tud részt venni. (A kötés milyenségében emellett szerepet játszik az elektronegativitás is). Az elektronszerkezet felépítése (amely szintén hasonló a főcsoportbéli elemek között) pedig meghatározza az elem reakciókészségét. Így belátható, hogy egy ugyanolyan reakcióban a főcsoport különféle elemei legtöbbször ugyanúgy vesznek részt, csak a reakció hatásfokában van eltérés.